# Pafos (distrikt)
Pafos eller Eparchía Páfou (turkiska: Baf İlçesi, engelska: Paphos, Paphos District, Pafos District, Pafos) är ett distrikt på Cypern. Det ligger i den västra delen av landet, 80 km väster om huvudstaden Nicosia. Antalet invånare är 88 266. Arean är 1 393 kvadratkilometer. Pafos ligger på ön Cypern.
Terrängen i Pafos är kuperad åt sydväst, men åt nordost är den bergig.
Följande samhällen finns i Pafos:
- Pafos
- Geroskípou
- Émpa
- Chlórakas
- Pégeia
- Pólis
- Tála
- Kissónerga
- Mesógi
- Koniá
- Tími
- Argáka
- Polémi
- Giólou
- Tsáda
- Kouklia
- Pomós
- Tremithoúsa
- Stroumpí
- Droúseia
- Anaríta
- Íneia
- Mandriá
- Ármou
- Lémpa
- Kathikas
- Koíli
- Marathoúnta
- Koloni
- Salamioú
- Choletria
- Statós-Ágios Fótios
- Kelokédara
- Agía Marinoúda
- Kallépeia
- Choúlou
- Thelétra
- Amargéti
- Símou
- Kannavioú
- Nata
- Goudi
- Episkopí
- Lysos
- Akoursós
- Gialiá
- Kato Arodes
- Achéleia
- Ágios Geórgios
- Páno Aródes
- Nikókleia
- Stení
- Stavrokónnou
- Psáthi
- Fýti